# Breitgesäumter Zwergspanner

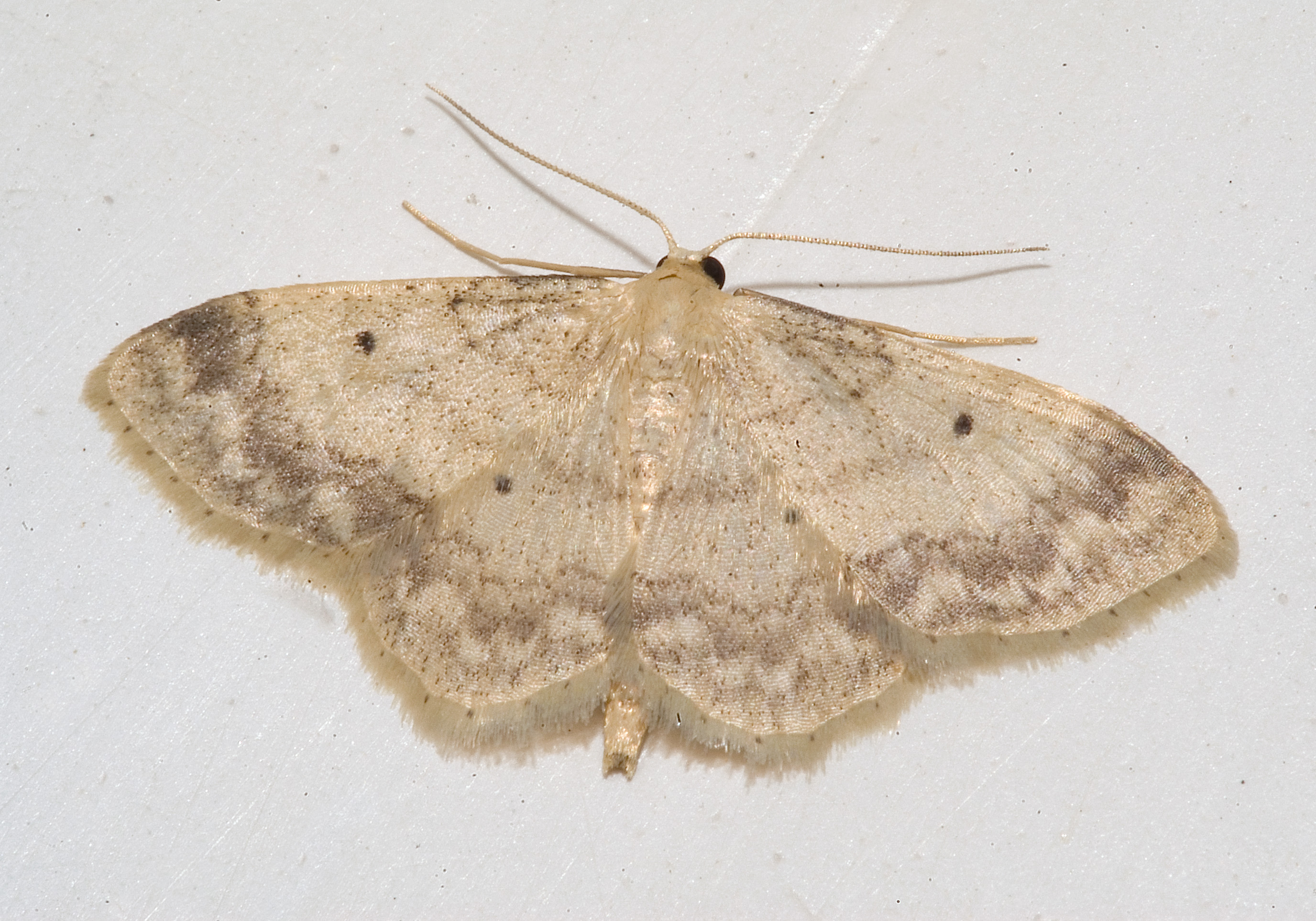
Breitgesäumter Zwergspanner

Der Breitgesäumte Zwergspanner (Idaea biselata), auch Breitgesäumter Gebüsch-Kleinspanner genannt ist ein Schmetterling (Nachtfalter) aus der Familie der Spanner (Geometridae).

## Merkmale
Die Falter erreichen eine Flügelspannweite von 16 bis 21 Millimeter, die der zweiten Generation eine Flügelspannweite von 15 bis 17 Millimeter. Die Grundfärbung und Zeichnung der Flügel sind verhältnismäßig wenig variabel. Die Grundfarbe ist gelblichweiß bis leicht bräunlichweiß, die Zeichnungselemente sind braun bis dunkelbraun. Auf dem Vorderflügel sind die innere Querlinie und/oder der Mittelschatten meist undeutlich gezeichnet. Dagegen ist die äußere Querlinie meist deutlich entwickelt. Auf dem Saumfeld befindet sich eine helle Wellenlinie, die innen und außen dunkel gesäumt ist. Vorder- und Hinterflügel tragen schwarze Diskalpunkte. Auf den Vorderflügeln werden diese von der mittleren Querlinie saumwärts umrundet, auf den Hinterflügeln ist die innere Querlinie deutlich wurzelwärts abgerückt. Die Saumflecke sind dunkelbraun gefärbt, zum Teil aber auch nur undeutlich entwickelt.
Die Form f. fimbriolata besitzt ein breiteres und stärker verdunkeltes Saumfeld und ist im Vereinigten Königreich verbreitet, während sie im Kontinentaleuropa nur selten vorkommt. Die Verdunklung wird durch höhere Feuchtigkeit induziert.
Das ovale Ei ist abgestumpft, die Oberfläche mit flachen Einsenkungen bedeckt. Es ist zunächst hellgelb, später hellrot mit dunklen Flecken.
Die schlanken, nach vorn sich verjüngenden Raupen erreichen eine Länge von etwa 22 Millimeter. Sie sind grau oder graubraun und besitzen eine dunkle V-förmige Rückenzeichnung und einen eingekerbten, sehr kleinen Kopf. Der Raupenkörper ist mit kurzen Haarborsten versehen. Weiterhin existiert eine blasse gelblichbraune Form, die eine ähnliche Zeichnung aufweist.
Die Puppe misst 6,1 bis 8,0 mm in der Länge und 2,0 bis 2,2 mm im Durchmesser. Sie ist hellbraun, der Kopf und die Flügelscheiden grünlich gefärbt. Der Kremaster ist von Rücken- und Bauchseite gesehen annähernd viereckig, in Seitenansicht keilförmig. Er ist mit vier Paar hakenförmigen Borsten besetzt, die etwas länger als der Kremaster sind.

## Ähnliche Arten
- Idaea politaria (Hübner, 1799)
- Idaea mancipiata (Staudinger, 1871)
- Idaea subsaturata (Guenée, 1858)
- Idaea trigeminata (Haworth, 1809)

## Geographisches Vorkommen und Habitat
Die Art ist von Westeuropa bis zum Ural weit verbreitet. Im Norden Europas reicht das Verbreitungsgebiet etwa bis ins mittlere Fennoskandien. Im Süden reicht das Verbreitungsgebiet bis in das mittlere Portugal, nach Korsika, den nördlichen Apennin und in den Norden Griechenlands. Isolierte Vorkommen sind aus Kalabrien und dem Peloponnes bekannt. Außerhalb von Europa ist der Breitgesäumte Zwergspanner im Kaukasus, Transkaukasus, im Norden der Türkei, in Sibirien, im nördlichen Kasachstan sowie im Fernen Osten verbreitet. In Korea und der Ussuri-Region wird die nominotypische Unterart von der Unterart Idaea biselata extincta (Staudinger, 1897) vertreten.
Man findet die Art normalerweise in Höhenlagen von 0 bis 800 Meter, selten auch bis 1.200 Meter. In den Alpen steigt sie bis auf etwa 1.700 Meter. Südlich der Alpen ist sie von 600 bis 1.500 Meter anzutreffen und wird nur selten unterhalb dieses Bereiches gefunden.
Die Art ist feuchtigkeitsliebend und bewohnt überwiegend waldreiche Habitate. Sie bevorzugt feuchte Mischwälder, Waldränder, dichte Heckenbestände und Heckenreihen. Aber auch im Kulturland ist die Art weit verbreitet. Südlich der Alpen ist sie auf die Buchen-Zone beschränkt.

## Phänologie und Lebensweise
Der Breitgesäumte Zwergspanner bildet nördlich der Alpen eine Generation im Jahr, deren Falter von Ende Juni bis Anfang September fliegt. Unter günstigen Bedingungen kann eine zweite Generation von Anfang August bis Mitte September entstehen, südlich der Alpen werden die Falter dieser Generation von Mitte September bis Anfang Oktober beobachtet. Die Falter sind mit Beginn der Dämmerung aktiv und werden auch häufig an künstlichen Lichtquellen oder am Köder gefunden. Nektar saugend fand man die Falter an Pfeifengräsern (Molinia), Kratzdisteln (Cirsium), Gewöhnlichem Wasserdost (Eupatorium cannabinum), Gewöhnlicher Sumpfbinse (Eleocharis palustris) und Zwerg-Holunder (Sambucus ebulus). Tagsüber verbergen sich die Falter in der Strauchschicht.
Verschiedene Acetate von Alkenen sind als Pheromonbestandteile bekannt.
Die Weibchen legen die Eier im Juli, die Raupen schlüpfen im August. Die Raupen leben einzeln und ernähren sich vorzugsweise von herabgefallenen welken oder trockenen Blättern verschiedener Laubbäume sowie von krautigen Pflanzen und Gräsern. Bei milder Witterung fressen die Raupen auch während der Wintermonate. In der Literatur werden folgende Nahrungspflanzen genannt:
- Brombeeren (Rubus fruticosus)
- Vogelknöterich (Polygonum aviculare)
- Gewöhnlicher Löwenzahn (Taraxacum officinale)
- Löwenzahn (Leontodon) (Leontodon)
- Süßgräser (Poaceae)
- Linden (Tilia)
- Hasel (Corylus)
- Erlen (Alnus)
- Wegeriche (Plantago)
- Wiesensalbei (Salvia pratensis)
- Klee (Trifolium)
- Ampfer (Rumex)
- Glockenblumen (Campanula)
- Heckenkirschen (Lonicera)

Werden die Raupen gestört, dann lassen sie sich zu Boden fallen und bleiben eine Weile in einer hakenförmigen Haltung liegen. Die Raupen entwickeln sich nur langsam und ungleichmäßig.
Die Raupen überwintern und schließen die Entwicklung im darauffolgenden Jahr im Mai ab. In den südlichen Teilen West-Sibiriens überwintert die Art auch als Puppe.

## Systematik
Die Art wurde 1767 von Johann Siegfried Hufnagel unter dem Namen Phalaena biselata erstmals wissenschaftlich beschrieben. Allerdings erfolgten noch weitere Beschreibungen unter anderen Namen. Michael Denis und Ignaz Schiffermüller beschrieben sie 1775 unter Geometra fimbriata, Stephens publizierte sie 1831 als Ptychopoda fimbriolata, Walker beschrieb sie 1861 als Acidalia plumipedata Walker, 1861 und Matsmura 1925 als Ptychopoda shimizuensis. Letztere Namen sind jüngere Synonyme von Idaea biselata (Linné, 1758).
Derzeit werden zwei Unterarten unterschieden, die nominotypische Unterart Idaea biselata biselata (Linné, 1758) im größten Teil des Verbreitungsgebietes und Idaea biselata extincta (Staudinger, 1897) im Fernen Osten. Die Unterart ist mit einer Flügelspannweite von 15 bis 19 Millimeter kleiner und die Zeichnung ist weniger deutlich ausgeprägt.

## Gefährdung
Die Art ist in Deutschland nicht gefährdet.